# Куцмай Вячеслав Васильович
Вячесла́в Васи́льович Куцмай (нар. 7 листопада 1986 — пом. 21 травня 2018) — старший солдат Збройних сил України, учасник російсько-української війни.

## Життєпис
Народився 1986 року в місті Київ; навчався на юридичному факультеті КНЕУ.
З травня 2014 служив у взводі спецпризначення БСП НГУ «Донбас», пройшов бої за Іловайськ. Потрапив у полон, звільнений в грудні 2014-го. 2015 року повернувся в батальйон, воював у Широкиному у складі протитанкового взводу. У жовтні 2016 року з побратимами перейшов до 16-го батальйону; брав участь у блокаді торгівлі з ОРДЛО. Надалі служив у розвідвзводі 3-го батальйону 72-ї бригади. У бою 20 липня 2017-го зазнав поранення руки; тоді загинув молодший сержант Олег Черноконь, півроку лікувався у шпиталях. Після виведення 72-ї бригади з фронту — в 24-й бригаді, старший солдат, старший оператор взводу розвідки.
21 травня 2018 року вранці група розвідки вступила у бій проти ДРГ терористів з 10 осіб на околиці селища Південне (присілок Чигирі) Торецької міської ради; у ході бою загинули В'ячеслав Куцмай — від уламка гранати, що влучив у скроню, прикривши собою побратима — та молодший сержант Андрій Маслов, четверо вояків зазнали поранень; ворог зі значними втратами відступив під прикриттям шквального мінометного вогню.
Відбулося прощання на Михайлівській площі, до жалобного коридору долучились уболівальники мадридського «Реалу» — які приїхали на фінальний матч Ліги чемпіонів і були у цей час там.

Могила Вячеслава Куцмая

Похований на Лук'янівському військовому кладовищі (ділянка № 4).
Без Вячеслава лишилась мама.

## Нагороди та вшанування
- указом Президента України № 239/2018 від 23 серпня 2018 року «за особисту мужність і самовіддані дії, виявлені у захисті державного суверенітету та територіальної цілісності України, зразкового виконання військового обов'язку» — нагороджений орденом «За мужність» III ступеня (посмертно)[1]
- 9 вересня 2020 року в Солом'янському районі Києва на школі, де вчився В'ячеслав, відкрили меморіальну дошку.
- Його портрет розміщений на меморіалі «Стіна пам'яті полеглих за Україну» в Києві: секція 10, ряд 1, місце 30